# Lutzomyia flabellata
Lutzomyia flabellata är en tvåvingeart som beskrevs av Martins A. V., Silva J. E. 1964. Lutzomyia flabellata ingår i släktet Lutzomyia och familjen fjärilsmyggor. Inga underarter finns listade i Catalogue of Life.